# Лунін Михайло Сергійович

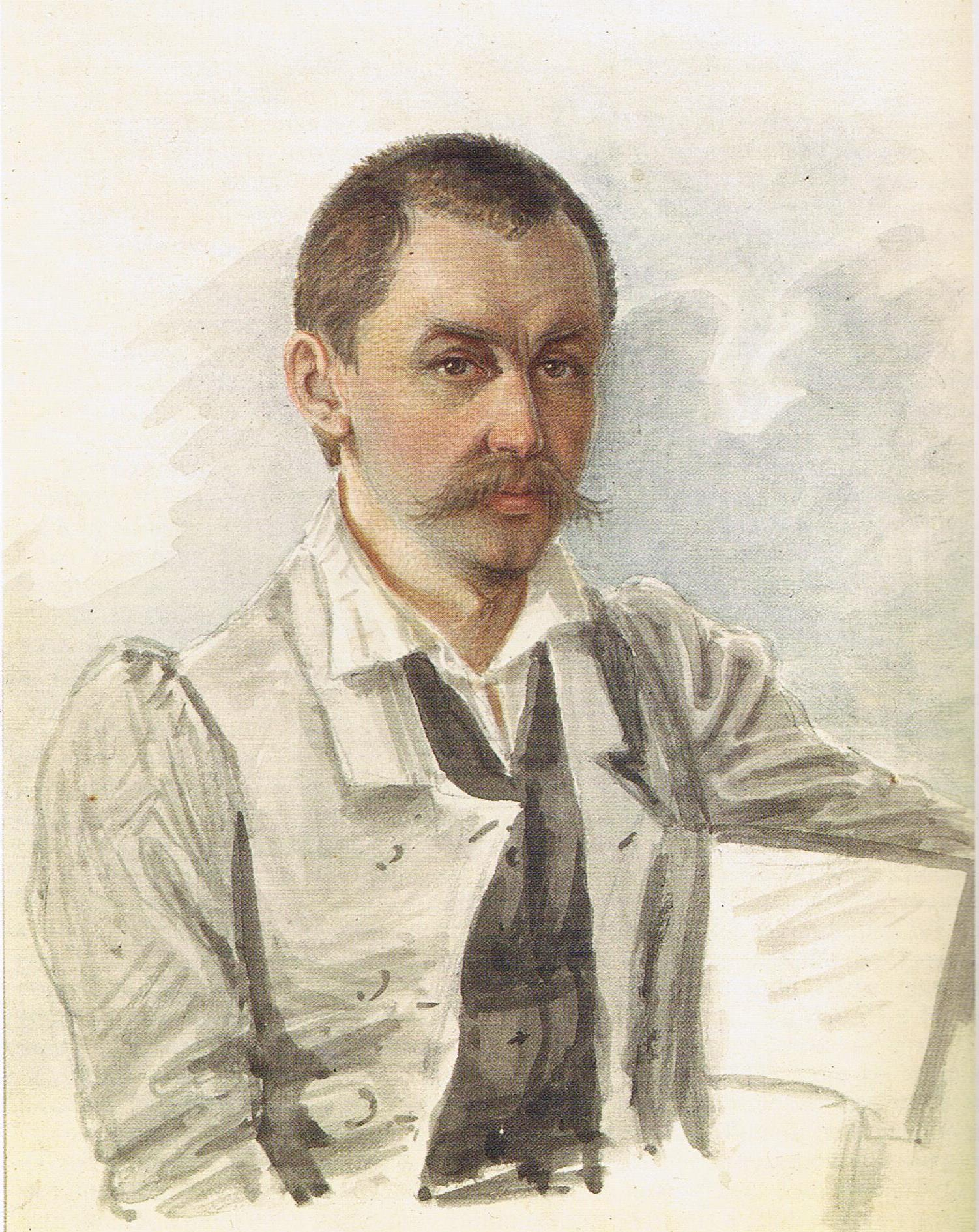
Лунін Михайло Сергійович на засланні, акварель Миколи Бестужева

Лунін Михайло Сергійович (29 грудня 1787 — 3 грудня 1845) — масон,  декабрист, підполковник лейб-гвардії Гродненського полку, учасник франко-російської війни 1812 року.

## Дитинство
Народився у Петербурзі, православного віросповідання, пізніше став католиком. Дитинство провів у селі Сергієвському Тамбовської губернії. Батько — дійсний статський радник Лунін Сергій Михайлович (помер у лютому 1817), мати — Муравйова Фєодосія Микитівна (померла у 1792). Виховувався вдома вчителями-іноземцями, серед яких абат Вовільє, що виховав його у католицькому дусі. У вихованні Луніна брав участь його дядько — письменник, історик і громадський діяч Михайло Муравйов.

## Служба

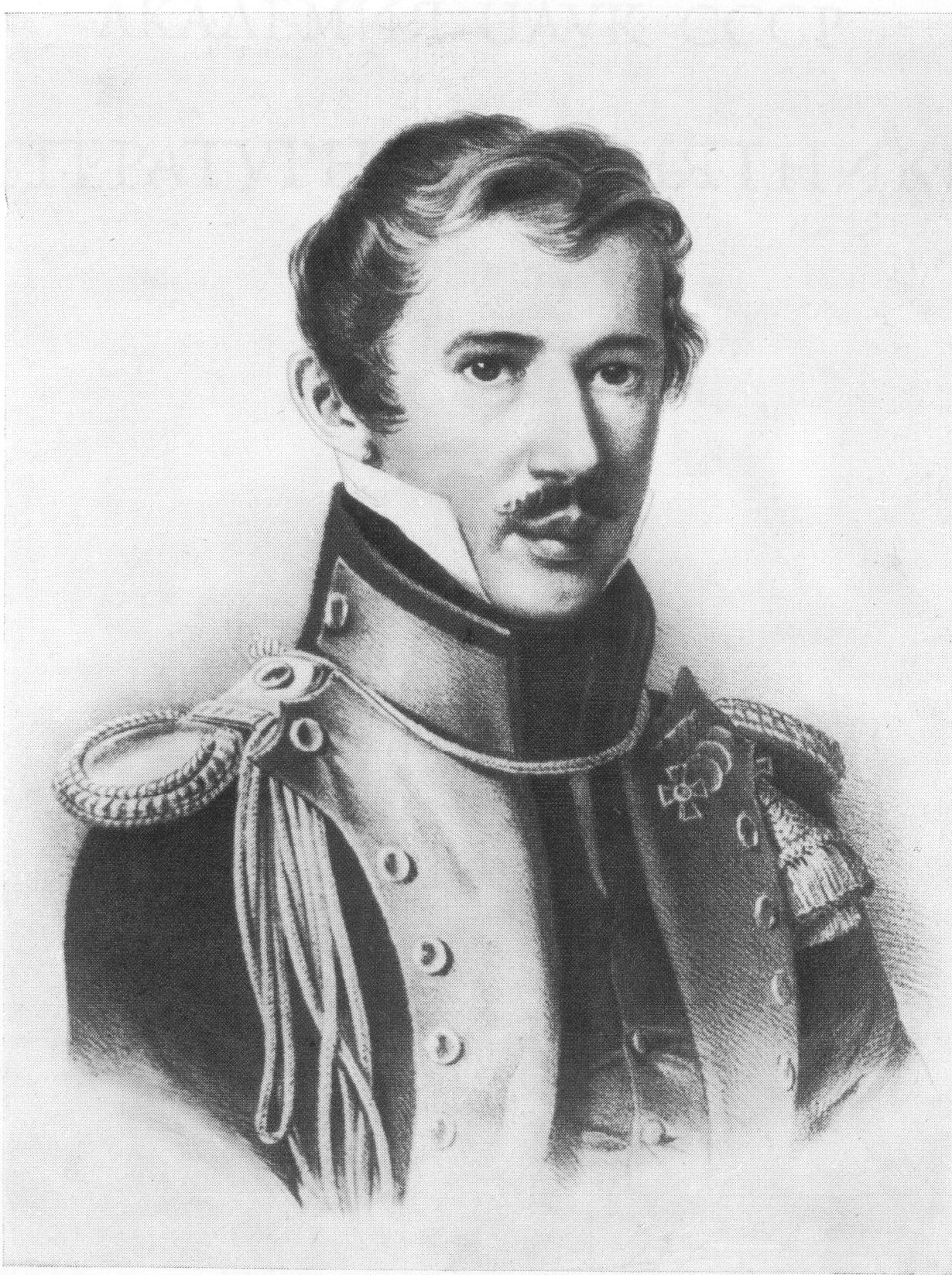
Соколов. Лунін М. С. 1822 рік.

У службу вступив юнкером в лейб-гвардії Єгерський полк у вересні 1803 року. 1805 року був переведенний до Кавалергардського полку. Брав участь у військових кампаніях 1805—1807 років: Аустерліц, Гельзборг, Фрідланд. Під Аустерліцем загинув його молодший брат Микита. Лунін воював дуже хоробро, нагороджений орденом святої Анни 4-го ступеня. В цей же час став членом гуртка кавалергардських офіцерів (Волконський Сергій Григорович, Лопухін Павло Петрович), де панувало вільнодумство.
Учасник франко-російської війни 1812 року і закордонних походів російської армії. Проявив себе у всіх боях від Смоленська до Парижа. При Бородино під ним було вбито коня. Нагороджений золотою шпагою за хоробрість і трьома орденами. Закінчив війну ротмістром. Повернувся з полком до Петербурга у 1814 року. Вийшов у відставку в 1815 році і поїхав до Парижа, де познайомився з Анрі де Сен-Сімоном. Повернувся до Росії в 1817. Вступив до служби ротмістром Польського уланського полку в 1822 році, був переведенний до Варшави до лейб-гвардії Гродненського гусарського полку, призначений перебувати при великому князі Констянтинові Павловичу, ад'ютант. 5 травня 1824 року був призначений командиром 4 ескадрону. Під час служби в Польщі зблизився з діячами Польського патріотичного товариства. Посилюється і його колишній інтерес до католицизму. Вивчає польську мову, пише вірші польською мовою, які схвалює Адам Міцкевич. На цей час припадає і романтичне кохання Луніна до юної (17-річної) Наталії Потоцької, родички останнього польського короля.
Масон, член ложі Трьох чеснот.

## Член таємних організацій
Лунін — один із перших членів Союзу спасіння, пропонує план захоплення або вбивства Олександра I. Член Союза благоденства (член Корєнної управи, учасник Московського заколоту 1817 року і петербургських нарад 1820 року). Лунін — прихильник республіки, його мета — конституція з обмеженною владою монарха або президента. В цей же час він намагається визволити своїх кріпаків, складає заповіт (2 варіанти) на їхню користь. Бере активну участь в обговореннях перших редакцій Руської правди (Павла Пестеля).
Член Північного товариства. Після 1821 року він не мав відносин з членами декабристських організацій, але під час слідства визнавав, що за інших обставин обов'язково діяв би разом з ними.
Заарештований у Варшаві 24 березня 1826 року, був доставлений до Петербурга 15 квітня 1826 року до Петропавлівської фортеці. Засуджений за першим розрядом до позбавлення чинів, дворянства, каторжних робіт на 20 років, а потім до поселення у Сибіру. 22 серпня 1826 року строк каторги був скорочений до 15 років. 1826 — 1828 роки — перебування у Свеаборзькій і Виборзькій фортецях у важкому самотньому ув'язненні.

## У Сибіру
Був доставлений до Читинського острогу у червні 1828 року, переведений до Петровського заводу в вересні 1830 року. В 1832 році строк каторги був скорочений до 10 років. Виїхав на поселення до с.Урік Іркутської губернії (разом з Волконським Сергієм Григоровичем, Вольфом Фердинандом Богдановичем, Муравйовим Микитою Михайловичем та ін.). В Сибіру він пише цілий ряд нелегальних робіт, очікує суспільного відгуку, порушення загальної апатії. Але внаслідок доносу 24 лютого 1841 року в будинку Луніна був проведений обшук, всі папери вилучені. В ніч з 26 на 27 березня 1841 року Лунін був заарештований, дав письмові свідчення та був ув'язнений в Акатуйській в'язниці при Нерчинському руднику. Помер в Акатує 3 грудня 1845 року при нез'ясований обставинах.

## Філософські погляди
Лунін критично відноситься до німецької класичної філософії, а також до Вольтера і Руссо. Найвищими авторитетами для нього були Августин Блаженний та Василь Великий, а з сучасних йому філософів — французькі католицькі філософи Жозеф де Местр і Фелісіте Робер Ламенне.
Лунін заперечував самодержавство внаслідок його надзаконності. Вважав Росію відсталою державою, а вихід із цього бачив в ліквідації кріпацтва, в звільненні селян і наділенні їх землею. Був прихильником конституційного політичного устрою. Підкреслював важливу культурно-історичну роль католицизму, яке на його думку сприяло встановленню законності і конституційних принципів повсюди. Не приймав православ'я, так як православна церква була підпорядкована державі і виступала знаряддям влади. Пропонував ліквідацію православної церкви. Знаходячись на поселенні в 1836 року обладнав католицьку молитовню. Критикував і протестантизм як релігію на межі з атеїзмом.
Повстання декабристів визначав як моральне і розумне, а декабристів вважав « апостолами свободи».

## Твори Луніна
- Письма из Сибири
- Взгляд на русское Тайное общество с 1816 до 1826 года
- Розыск исторический
- Разбор Донесения тайной следственной комиссии государю императору в 1826 году
- Взгляд на польские дела г-на Иванова, члена Тайного общества соединенных славян
- Общественное движение в России в нынешнее царствование
- План начальних занятий, разделённый на 3 этапа с 8-летнего возраста до 14 лет
- Исторические этюды

## Нагороди
- Орден святої Анни 4 ступеня.
- Орден святого Володимира 4 ступеня з бантом.
- Орден святої Анни 2 ступеня.
- Золота шпага з надписом «За хоробрість».